# Grand Hotel Lublinianka
Le Grand Hotel Lublinianka est un hôtel quatre étoiles situé à Lublin, en Pologne. Le bâtiment a été construit entre 1899 et 1900, et a eu de nombreux usages tout au long de son histoire.

## Histoire
L'hôtel a été construit dans les années 1899-1900, en seulement 17 mois, pour la Chambre Commerciale de Lublin. Il est rapidement devenu un lieu populaire pour les négociations d'affaires ainsi que les repas. En 1910, le bâtiment a obtenu son aspect architectural actuel.
Au cours de la Seconde Guerre mondiale, le bâtiment a été transformé en Deutsches Haus en raison de son emplacement dans le centre-ville. Dans les années 1950, il a été transformé en un hôtel standard avec le Lublinianka Cafe et un restaurant au rez de chaussée.
Lublin Grand Hôtel, une entreprise appartenant au Von der Heyden Group, a acheté l'hôtel en 2000 et l'a entièrement restauré et modernisé, ce qui a conduit à sa réouverture, comme hôtel 4 étoiles de luxe, en mai 2002.

## Galerie

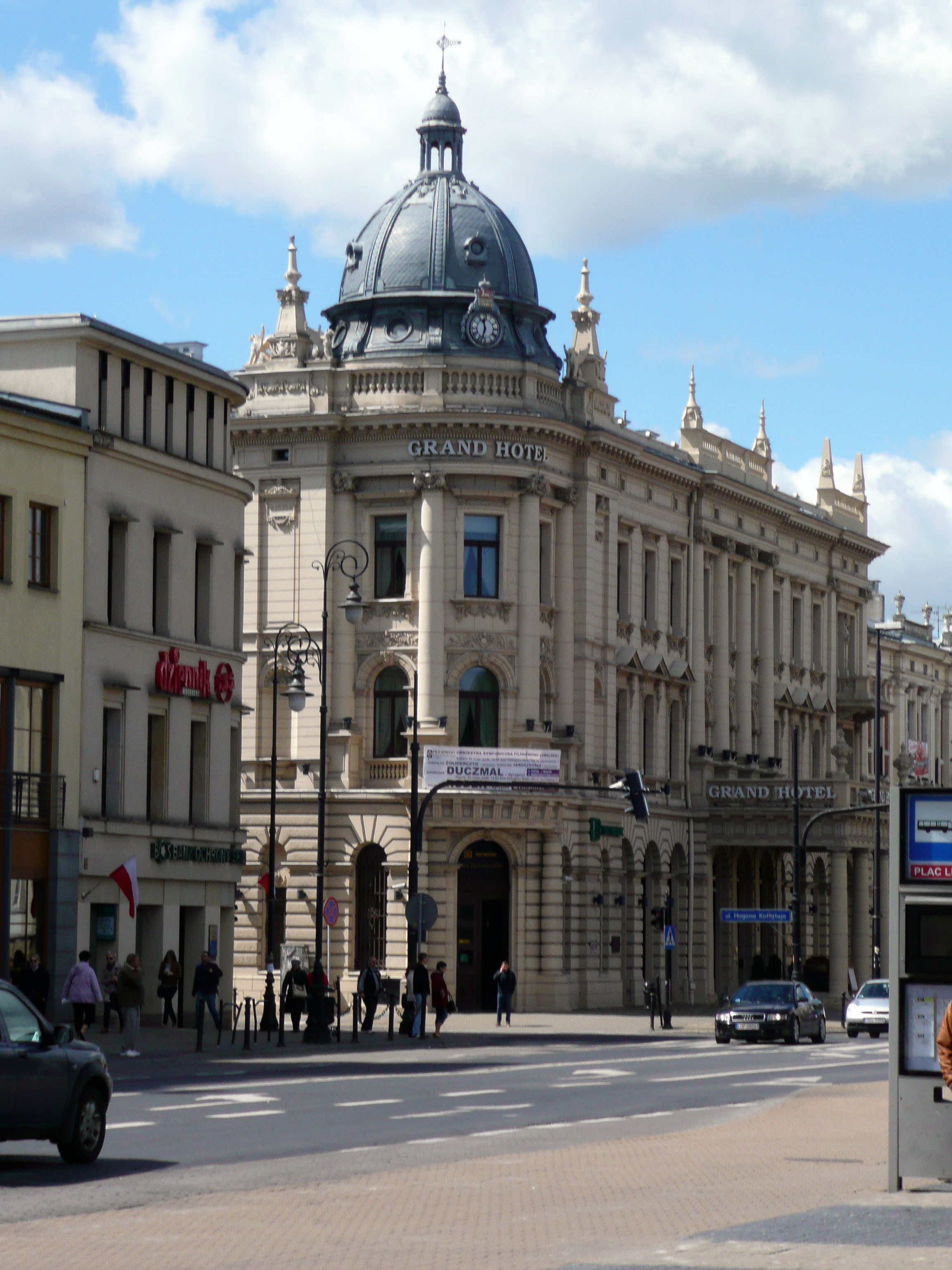
Grand Hotel Lublinianka
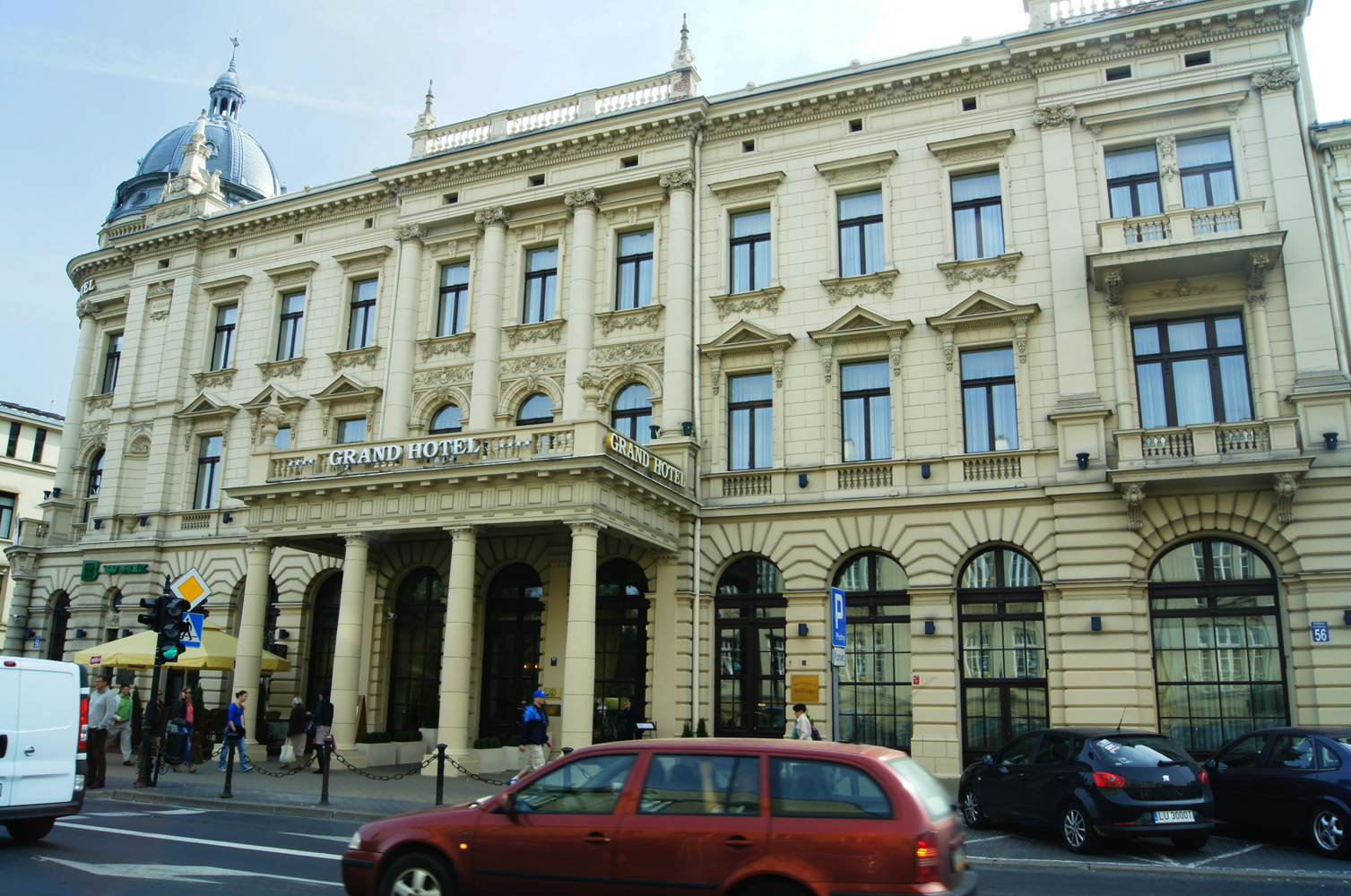
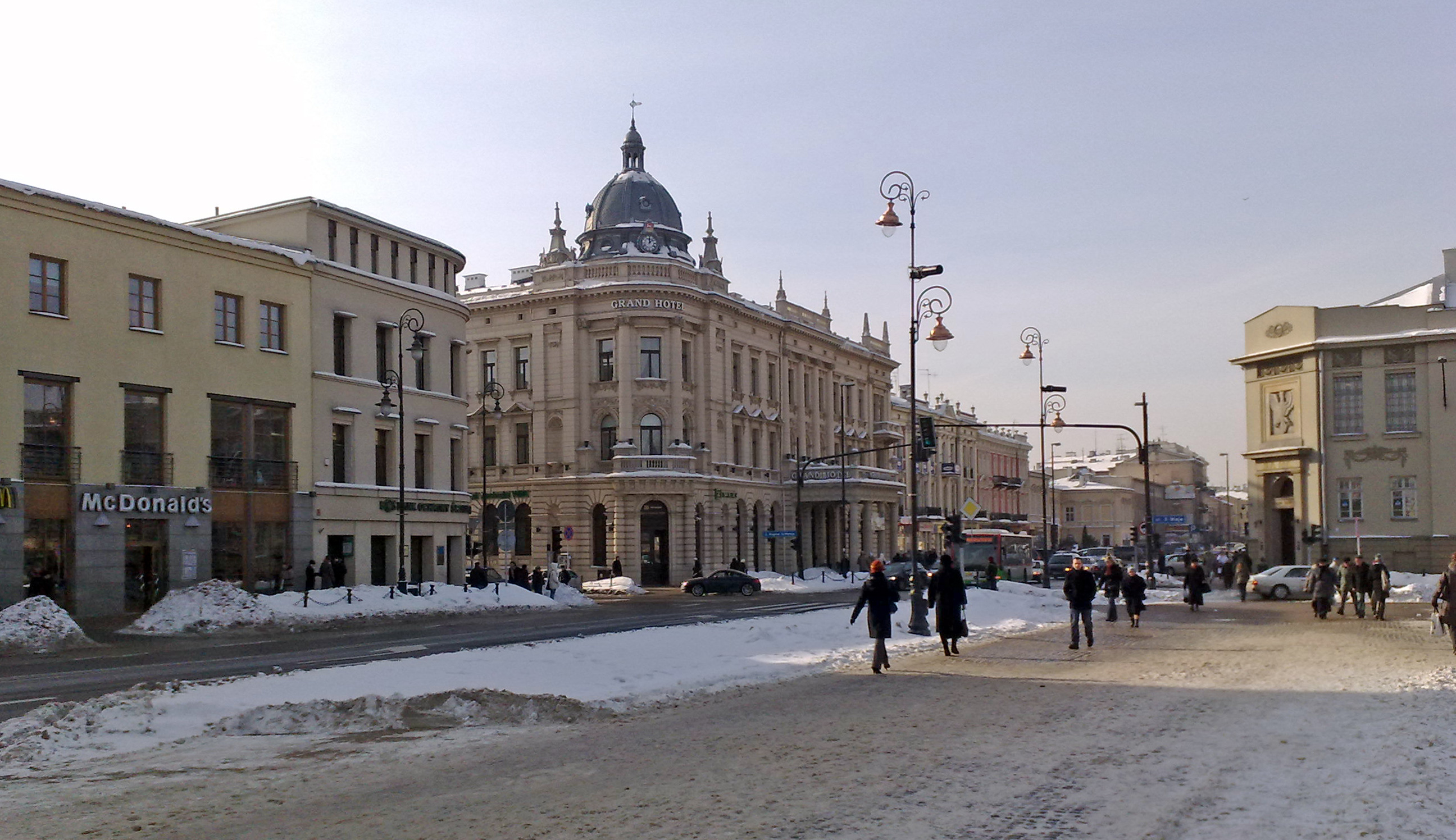
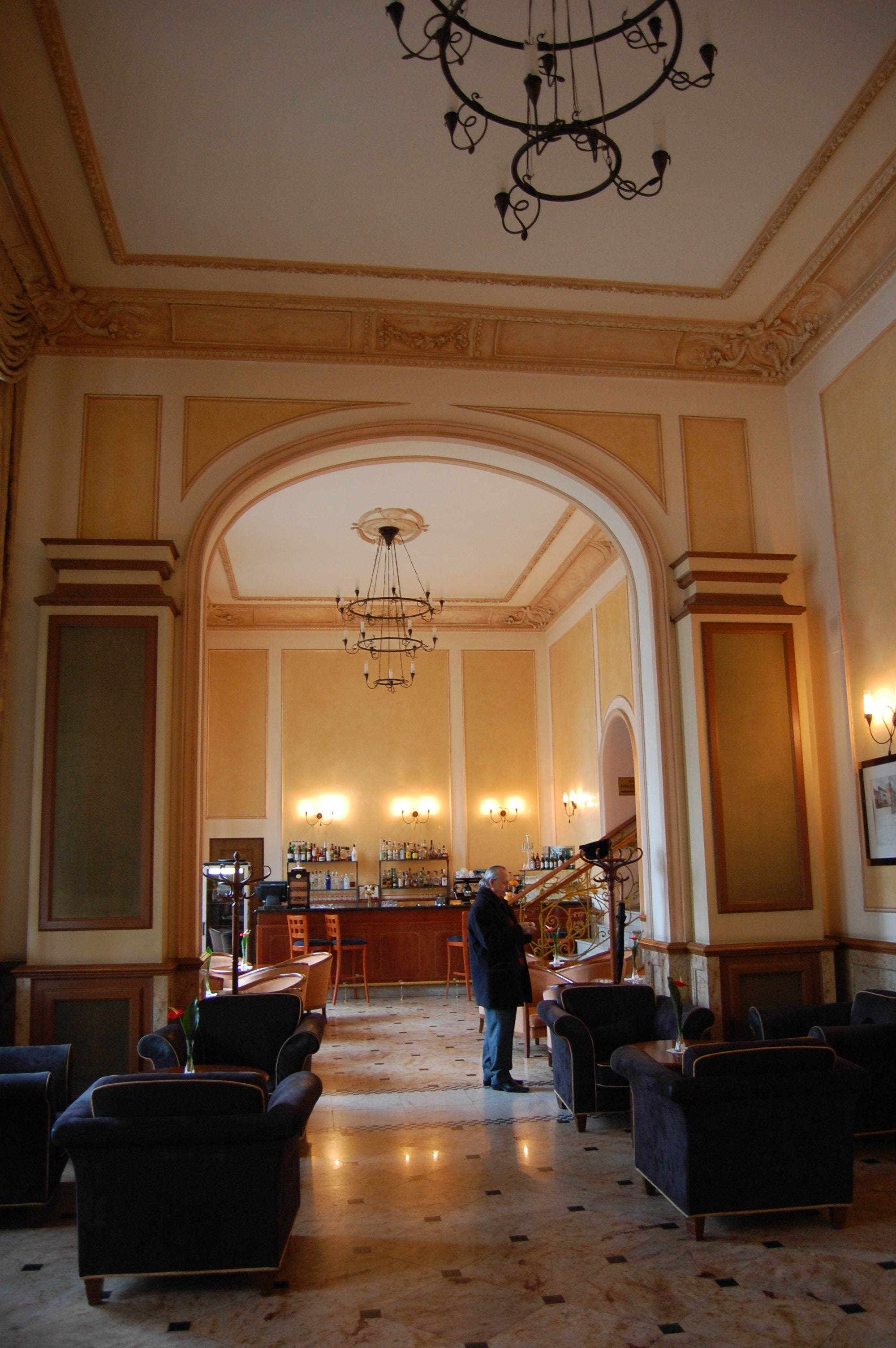